# Ольджате-Комаско
Ольджате-Комаско (італ. Olgiate Comasco) — муніципалітет в Італії, у регіоні Ломбардія, провінція Комо.
Ольджате-Комаско розташоване на відстані близько 520 км на північний захід від Рима, 40 км на північний захід від Мілана, 10 км на захід від Комо.
Населення — 11 569 осіб (2014).
Щорічний фестиваль відбувається 13 серпня. Покровитель — SS. Ippolito e Cassiano.

## Демографія
Населення за роками:

Станом на 1 січня 2023 року в муніципалітеті офіційно проживав 901 іноземець з 68 країн, серед них 101 громадянин країн Євросоюзу та 41 громадянин України.

## Сусідні муніципалітети
- Альбіоло
- Берегаццо-кон-Фільяро
- Фалоппіо
- Кольверде
- Лурате-Каччивіо
- Ольтрона-ді-Сан-Маметте
- Сольб'яте